# Centre culturel Tjibaou
Le centre culturel Tjibaou est un établissement public destiné à promouvoir la culture kanak, situé entre les baies de Tina et de Magenta, sur une presqu'île en périphérie de Nouméa, en Nouvelle-Calédonie. Il est géré par l’Agence de développement de la culture kanak (ADCK), établissement public à caractère administratif (EPCA) de l'État, créée en 1989 et transféré à la Nouvelle-Calédonie en août 2012.
Le centre culturel Tjibaou  est :
- Un pôle de développement de la création artistique kanake et un centre de diffusion de la culture contemporaine kanake. Il affirme la culture kanake dans son patrimoine, dans son actualité et ses créations.
- Un lieu privilégié de rencontre et de création culturelle en Nouvelle-Calédonie. Tout en donnant à la culture kanake sa place de « culture de référence », il suscite l’émergence de pratiques et de références culturelles nouvelles et communes à la Nouvelle-Calédonie[3].
- Un pôle de rayonnement et d’échanges culturels internationaux.

Ce complexe poly-culturel est donc à la fois un musée, une médiathèque, un palais des congrès, un centre de spectacle, un pôle de recherche et de création et un parc paysager et botanique.
La construction du bâtiment, incluse dans les Grandes opérations d'architecture et d'urbanisme de François Mitterrand, s'est faite entre 1995 et 1998 suivant les plans de l'architecte italien Renzo Piano.

## Nom
Son nom lui a été attribué en hommage au chef indépendantiste kanak Jean-Marie Tjibaou, à l'origine de ce projet, et qui avait organisé à côté de ce site le festival Mélanésia 2000. Le nom officiel exact du centre est Centre culturel Tjibaou et non pas Centre culturel kanak Jean-Marie Tjibaou ni Centre culturel Jean-Marie Tjibaou, ce point a d'ailleurs fait l'objet d'une explication par les chefs coutumiers lors de l'inauguration du centre en mai 1998, et à cette occasion, une cérémonie coutumière a été organisée par le clan Tjibaou pour consacrer le don de leur nom au centre.

## Histoire
Prévu dans les accords de Matignon de 1988, ce centre de la culture kanak a été édifié entre 1995 (le chantier est ouvert le 4 mars de cette année) et 1998 par l'architecte Renzo Piano (dont le projet est choisi en 1991) sur un terrain de 8 hectares cédé à titre gratuit à l'ADCK par la ville de Nouméa le 28 novembre 1991. Le chantier est inscrit dans le cadre des Grands Travaux de la République engagés sous la présidence de François Mitterrand.
Inauguré les 4 et 5 mai 1998 par le Premier ministre Lionel Jospin, alors qu'est signé l'accord de Nouméa, puis ouvert au public à partir du 15 juin 1998, l'édifice a coûté 320 millions de francs français, soit 5,82 milliards de francs CFP, valeur en 1991.

## Architecture et organisation

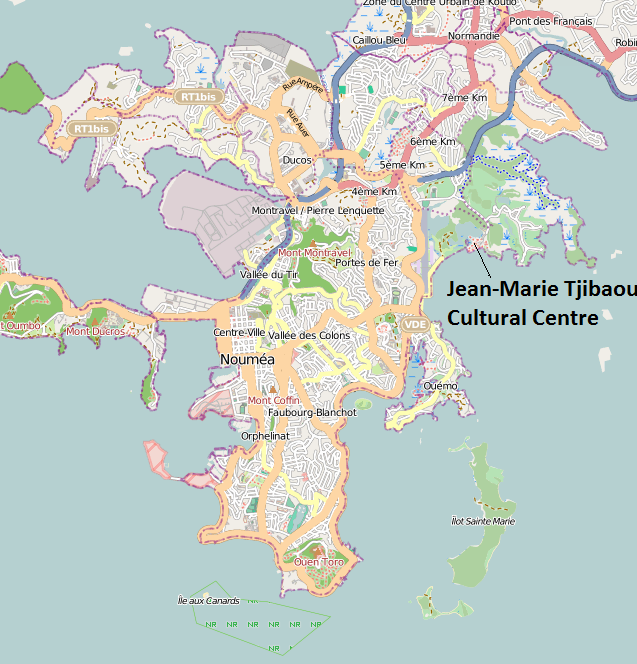
Situation géographique du centre culturel.

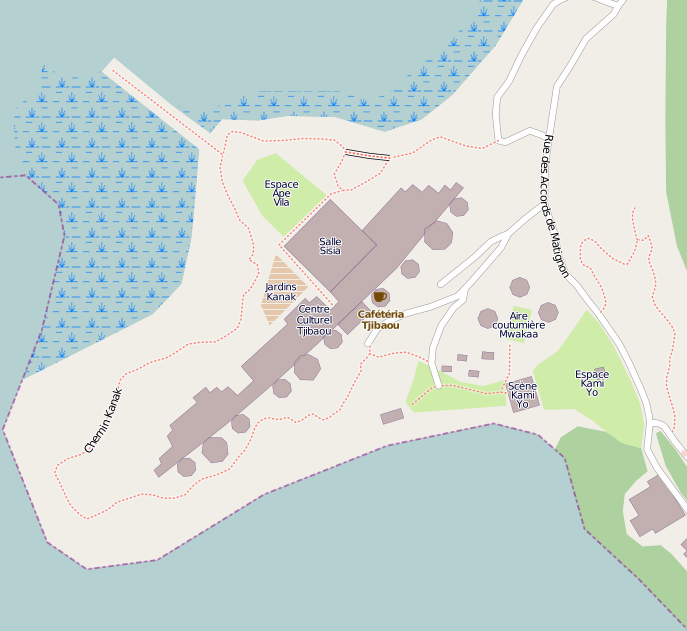
Plan du Centre culturel Tjibaou.

Son parti pris architectural est une traduction moderne et monumentale de l'architecture vernaculaire de l'île insérée dans son environnement, s'étendant sur 8 ha. Cet ouvrage a été conçu par l'architecte italien Renzo Piano, choisi en 1991 à la suite d'un concours international, en concertation avec l'ADCK dont la veuve de Jean-Marie Tjibaou, Marie-Claude, est la présidente du conseil d'administration depuis 1990. Il comprend plusieurs espaces.

### Bâtiment principal
Le cœur du Centre est un bâtiment de 6 970 m2 constitué notamment de dix hautes structures nervurées et effilées rappelant les cases traditionnelles kanakes, et réparties sur 230 m le long d'un arc orienté nord-est / sud-ouest. L'ossature de ces cases est mixte : bois d'iroko lamellé-collé et acier. Leurs dimensions sont variables : trois grandes de 140 m2 et 28 m de haut chacune, trois moyennes de 92 m2 et 22 m de haut chacune et enfin quatre petites de 55 m2 et 20 m de haut chacune. Elles sont longées par un bâtiment plus bas, plat, avec une allée desservant les cases (le mot allée renvoyant à l'allée centrale spécifique de l'habitat traditionnel kanak) et différentes salles. Ainsi formé, le bâtiment principal est divisé en trois « villages », ayant chacun une fonction particulière avec, du nord-est au sud-ouest
- Le « village 1 », ou « village kanak », pour l'« identité et les collections kanakes et océaniennes », espace muséographique qui sert à la présentation des cultures traditionnelles et modernes du Pacifique, comprenant :
  - La petite « case Bwenadoo » (« rassemblement coutumier » en cèmuhî) qui accueille des expositions de collections du patrimoine kanak, prêtées par les musées internationaux, essentiellement le musée de l'Homme et celui du quai Branly à Paris,
  - La grande « case Jinu » (« esprit » en pije, fwâi, ) qui permet de découvrir les civilisations pluri-millénaires du Pacifique au travers des sculptures monumentales traditionnelles du Vanuatu, de Papouasie-Nouvelle-Guinée, de Nouvelle-Guinée occidentale, de Nouvelle-Zélande et de Nouvelle-Calédonie, construites spécialement pour le centre,
  - La moyenne « case Kanaké » (du nom de l'ancêtre commun d'un mythe en langue paicî mis en scène par Jean-Marie Tjibaou lors du festival Mélanésia 2000), espace multimédia qui propose des projections vidéo continues sur écran géant sur « la mémoire, la quête, l'affirmation de la culture kanak » et posant « un regard sur sa philosophie et son mode de vie »,
  - La moyenne « case Pérui » (« rencontre » en nêlêmwa), qui abrite la cafétéria,
  - La « salle Bérétara » (« regarder, admirer » en xârâcùù), face à la case Jinu, exposition permanente renouvelée chaque année d'une partie de la collection publique du Fonds d'art contemporain kanak et océanien constitué (FACKO) et géré par l'ADCK (qui dispose de plus de 800 pièces exceptionnelles, en constante augmentation),
  - La « salle Kavitara » (« sculpture de seuil » en ajië), face à la case Kanaké, pour les expositions temporaires d'artistes contemporains,
  - La « salle Sisia » (« bouger, chanter, danser » en faga uvea), face à la case Pérui, grande salle de spectacle couverte et souterraine de 400 places avec une scène de 257 m2, dotée d'équipements techniques et acoustiques pour y accueillir des concerts ou représentations d'artistes, groupes ou troupes locales, nationales, régionales ou internationales,
  - La boutique, face également à la case Pérui et à côté de l'entrée principale du bâtiment qui sépare les villages 1 et 2, il propose aux visiteurs l'achat d'objets artisanaux, des articles de souvenir ou promotionnels, ainsi que des articles multimédias livres, revues, affiches, cartes postales, cassettes vidéo, CD et cassettes audio ainsi que des ouvrages historiques et littéraires sur les cultures kanakes ou océaniennes (livres, revues, affiches, cartes postales, cassettes vidéo, CD, cassettes ou ouvrages historiques et littéraires),
- Le « village 2 », qui accueille la médiathèque et un centre d'art contemporain, avec :
  - la petite « case Ngan Vhalik » (« maison de la parole » en pije), dédiée à l'audiovisuel (165 000 images fixes de type photographies ou cartes postales anciennes, 3 000 DVD et cassettes vidéo, 2 500 films d'archives, 6 000 CD et cassettes audio, 350 heures d'archives sonores, 50 CD-ROM et une sélection de sites internet consacrés à l'Océanie[9],
  - La grande « case Mwà Véé » (« maison de la parole » en nââ drubéa) qui sert de bibliothèque (17 000 ouvrages, 500 thèses et mémoires, 1 100 tirés à part et dossiers et 280 titres de périodiques), doté également d'un espace de travail avec accès à certains CD-ROM, CD audio et sites internet[9],
  - La petite « case Umatë » (« grenier à igname » en drehu) pour des expositions temporaires,
  - La « salle Komwi » (« exposer, montrer » en nemi) d'expositions temporaires sur deux niveaux, face à la case Ngan Vhalik,
  - une salle de réunion et de conférences, face à la case Umatë,
- Le « village 3 » consacré à la « rencontre et la réflexion », à vocation essentiellement pédagogique et orientée vers les jeunes et les enfants :
  - La petite « case Mâlep » (« vivre » en nyelâyu) où est organisée une présentation et hommage à la vie et à l'œuvre de Jean-Marie Tjibaou,
  - La grande « case Eman » (« palabre » en nengone) qui sert d'espace multimédia de conférences, de débats et de rencontres,
  - La petite « case Vinimoï » (« raconter des histoires aux enfants » en ajië), avec une exposition permanente présentant le projet architectural du Centre,
  - Les bureaux de l'administration, face à la case Eman.

Une étude en soufflerie, avec mesure des pressions locales, a été réalisée au CSTB de Nantes sur une maquette de plexiglas au 1/100e de cette structure.
Ce bâtiment principal est entouré par un certain nombre d'espaces extérieurs.

### Espaces extérieurs

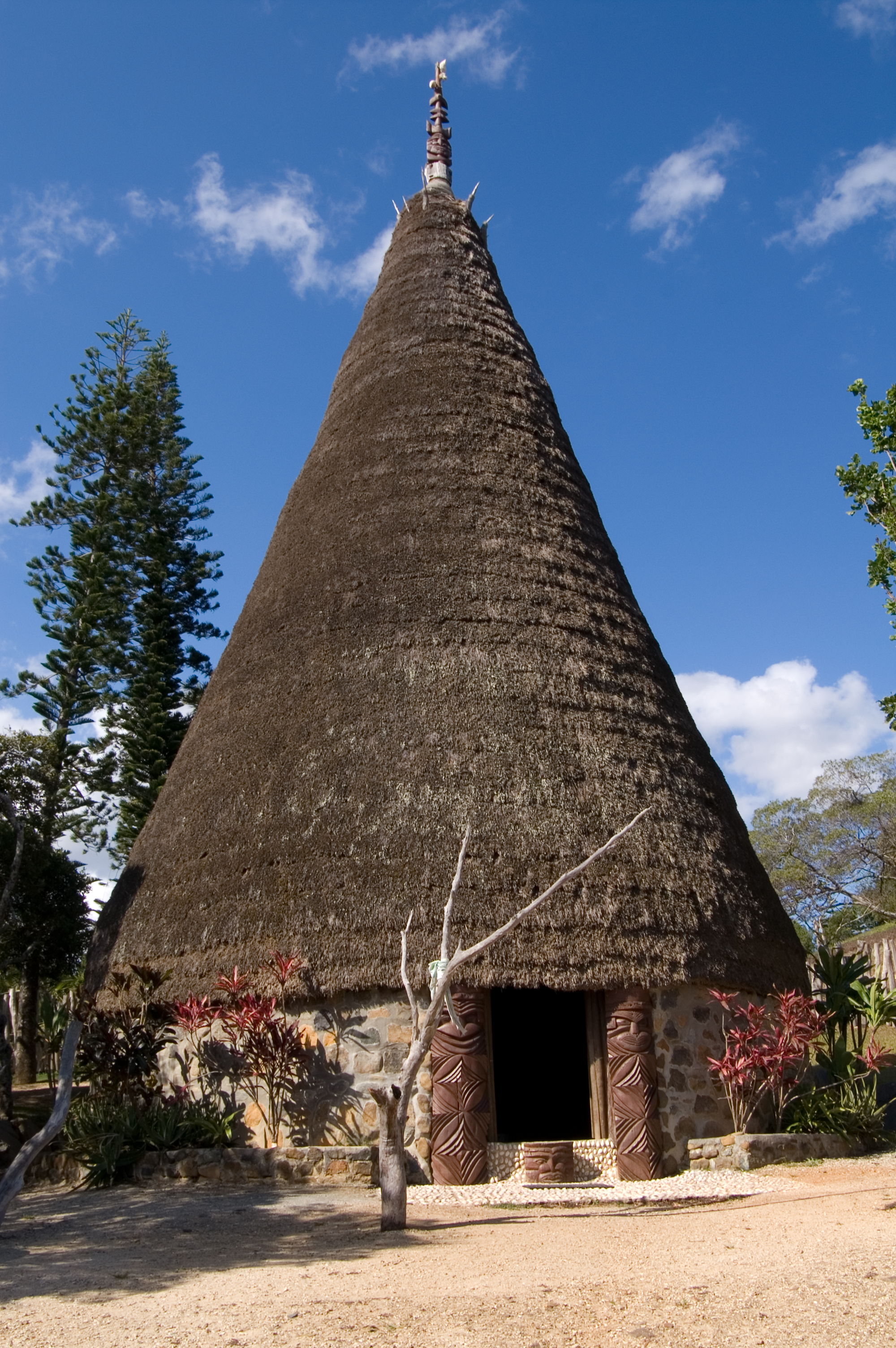
Grande case du Sud dans l'aire coutumière Mwakaa

Ces espaces aménagés en plein air, et au milieu de la végétation (de type forêt sèche et mangrove), comprennent :
- le « chemin kanak », dont le parcours encercle le bâtiment principal et l'espace Ape Vila, est un parcours végétal initiatique bordé d'essences endémiques visant à initier le visiteur à la symbolique du végétal dans la société kanake et à retracer, à travers le langage des plantes, les cinq étapes du mythe du premier homme Téâ Kanaké (l'origine des êtres, la terre nourricière, la terre des ancêtres, le pays des esprits et la renaissance)[7],[8].
- l'« aire coutumière Mwakaa » (« espace de la chefferie » en nââ drubéa) en contrebas du village 1, organisée autour de trois grandes cases représentant les spécificités architecturales des provinces (grandes cases du Sud, la plus haute et la moins large, du Nord et des Îles Loyauté, la plus basse et la plus large) mais aussi d'un fare polynésien légèrement en retrait, il « relie le passé au présent et fonde la légitimité du site » en servant de lieu de parole, de vie et d'échanges coutumiers. Cet espace est longé au sud par la plage 1000[12].
- l'« espace Kâmi Yo » (« le rythme et la danse » en kwênyii), au sud de l'aire coutumière et en contrebas du Belvédère, en bord de mer et de la plage 1000, accueille une scène en plein air servant essentiellement aux grands concerts de vedettes internationales et peut recevoir jusqu'à 4 500 personnes[13].
- l'« espace Ape Vila » (« lieu de danse » en hwâvèké), dans la continuité nord-ouest de la salle Sisia, au bord de la mangrove, est une aire de danse et chants traditionnels, où peut être installée une scène démontable et pouvant accueillir jusqu'à 1 000 personnes[13].
- le Belvédère, surplombant la baie de Magenta et l'ensemble du site, au sud-est, où ont été construits un ensemble de bâtiments (dortoirs, ateliers d'artiste et sanitaires) pour abriter les artistes, les intervenants culturels ou les jeunes scolaires en résidence.
- la statue de Jean-Marie Tjibaou, au sommet de la colline, avant l'accès au Belvédère et dominant l'aire coutumière, l'espace Kâmi Yo et le bâtiment principal à l'est.

## Chiffres

### Entrées
En 2011, le Centre culturel Tjibaou a enregistré 98 405 entrées, dont :
- 43 546 visiteurs pour le site et les expositions,
- 15 900 scolaires en classe,
- 7 478 participants à des séminaires et des conférences,
- 10 231  spectateurs aux spectacles de l'ADCK,
- 21 250 entrées pour les autres spectacles accueillis.

### Effectifs
Le Centre culturel emploie 65 agents de l'ADCK. Celle-ci fait de plus régulièrement appel à plus de 75 vacataires occasionnels pour les visites guidées, les accueils ou les enquêtes culturelles et la médiation.

### Tarifs
Le prix du billet unitaire normal est de 500 francs CFP (4,19 €), et de 200 francs CFP (1,68 €) pour les moins de 18 ans, les plus de 65 ans et les titulaires de carte (étudiante, apprenti, jeune, de l'Agence pour l'emploi ou APE, de l'aide médicale gratuite AMG-A). Les visites guidées, ainsi que le spectacle du chemin kanak (tous les mardis et jeudis), les autres spectacles (prix décidés par les organisateurs), les articles de la boutique, les produits de la cafétéria et les emprunts à la médiathèque (avec la carte Ngan Vhalik), font l'objet d'une tarification supplémentaire ou spéciale. Le Centre culturel Tjibaou fait partie des 6 lieux de Nouméa (avec l'aquarium des lagons, le parc zoologique et forestier, le musée de Nouvelle-Calédonie, le musée de la ville, le Musée de l'histoire maritime de Nouvelle-Calédonie) inscrits dans le dispositif du « Pass nature et culture », formule à 1 700 F CFP (14,25 €) donnant une entrée pour une personne dans chacun de ces sites pour une durée d'un mois à partir de la première visite.
Enfin, le Centre culturel Tjibaou propose trois abonnements d'accès au site et à ses services :
- la carte Mwakaa (abonnement général) de 15 000 F CFP (125,70 €), ou 12 500 F CFP (104,75 €) pour les groupes d'au moins 10 personnes, qui permet une entrée gratuite sur un an, la gratuité également sur l’ensemble des spectacles produits par l’ADCK, un tarif réduit sur certaines manifestations accueillies au centre, un tarif réduit pour un invité, des réductions aussi pour d'autres lieux culturels (théâtres de l'île et de poche, café musique Le Mouv'), 50 % de remise sur l'abonnement Ngan Vhalik et 10 % à la boutique du Centre.
- la carte Sisia (abonnement spectacle) de 3 000 F CFP (25,14 €), ou 2 500 F CFP (20,95 €) pour les groupes d'au moins 10 personnes, offrant les mêmes avantages que la carte Mwakaa sauf pour assister aux spectacles produits par l’ADCK, qui ne sont pas gratuits mais réduits de 40 %.
- la carte Ngan Vhalik (abonnement médiathèque) de 4 000 F CFP (33,52 €), ou seulement 500 F CFP (4,19 €) pour les moins de 18 ans et les détenteurs des cartes étudiantes, jeunes, APE, AMG-A, senior de plus de 65 ans et apprentis, délivré sur fourniture de certains documents (pièce d'identité et RIB). Elle offre elle aussi une entrée gratuite annuelle, mais aussi l'emprunt de six documents (ouvrages, vidéos, cassettes ou CD-audios) pour 15 jours renouvelables une fois pour les résidents de Nouméa ou 3 semaines renouvelables une fois pour ceux habitant hors du chef-lieu, la livraison à domicile d'un bimestriel pour se tenir informé des événements à venir, des invitations aux conférences, et des réductions de 50 % sur le prix de la carte Sisia (pour les détenteurs d'une Ngan Vhalik à 4 000 F CFP (33,52 €), de 20 % pour la Mwakaa et de 10 % à la boutique.

## Philatélie
Le Centre culturel Tjibaou figure sur deux timbres, de 2008 et 2018, émis par l'OPT. Ils sont illustrés, le premier par une photographie de D. Becker, le deuxième par une photographie de M. Le Chélard. Ces timbres commémorent respectivement le dixième et le vingtième anniversaire de l'établissement,.